# Болгаро-турецкая конвенция (1915)
Болгаро-турецкая конвенция — договор между Болгарией и Османской империей подписанный 6 сентября 1915 года в Софии, который урегулировал территориальные проблемы между странами. Этот договор был подписан Османской империей по настоянию Германии и Австро-Венгрии, которые для привлечения Болгарии на свою сторону в мировой войне вынудили османов передать часть своей территории в состав Болгарии. Эта конвенция была подписана в один день с германо-болгарской конвенцией, которая фактически означала вступление Болгарии в Первую мировую войну на стороне Центральных держав.
По условиям договора Болгарии передавались 2588 км² территории вдоль правого берега реки Марицы и полоса на левом берегу реки глубиной 1,5 километра. В состав Болгарии вошли окраины города Эдирне, Караагач и Димотика. Таким образом река Марица протекала теперь полностью по территории Болгарии, что дало ей контроль над железной дорогой к эгейскому порту Дедеагач. Турецкая сторона получила одинаковые судоходные права с болгарами на Марице, также туркам давалось 5 лет для окончательного определения границы. После подписания договора Болгария достигла наибольших размеров своей площади в истории — 114 425 квадратных километров
После окончания Первой мировой войны по Нёйискому договору, большинство полученных территорий Болгария была вынуждена передать в состав Греции. Однако некоторая часть территорий осталась в составе Болгарии. Таким образом эти территории стали единственным приобретением Болгарии в результате Первой мировой войны.